# خوری‌آباد (روانسر)

## جمعیت
این روستا براساس سرشماری مرکز آمار ایران در سال ۱۳۸۵، جمعیت آن ۹۸ نفر (۱۸خانوار) بوده‌است.